# Telegraphen-Union

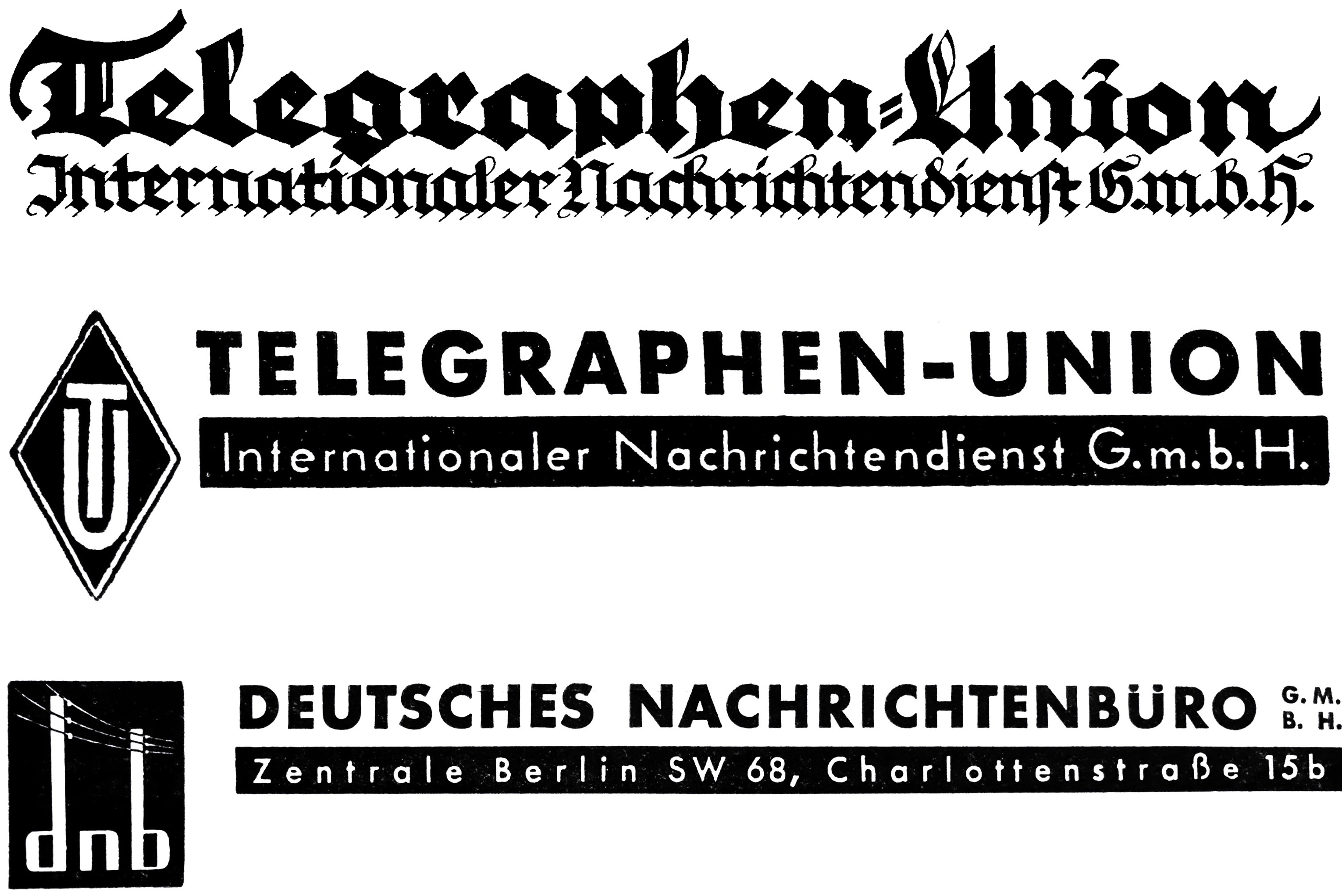
Signets der Telegraphen-Union (TU) 1930 / 1933 (parallel verwendet) und Signet des Deutschen Nachrichtenbüros (DNB) 1934 nach der Fusion von TU und Wolffs Telegraphischem Bureau

Telegraphen-Union (T.U.) hieß eine zum 1. Juli 1913 gegründete Nachrichtenagentur. Es war ein Zusammenschluss der folgenden Gesellschaften:
- Louis Hirsch’s Telegraphisches Büro
  - einschließlich der Depeschenagentur Schenkel,
- des Herold Depeschenbüro,
- der Telegraphen-Union GmbH,
- der Press-Centrale Telegraphen-Agentur und
- der Deutscher Telegraph Dr. Rudolph Dammert GmbH (Rudolf Dammert).

Die Gründungsgeschichte ist komplex. Ein wesentlicher Grund für die Gründung war die Kritik führender Wirtschaftsverbände wie dem Bund der Industriellen und einzelner Unternehmen am Quasi-Monopol des offiziösen Wolffs Telegraphischem Bureau. Das war durch internationale Kartellverträge in seinen internationalen Aktivitäten beschränkt, was die deutsche Industrie als Hemmnis ansah. Treibende Kraft der Gründung war der frühere Diplomat Albert Constantin von Schwerin (1870–1956), ein konservativer Politiker und Investor.
Seit 1916 gehörte die TU schrittweise zum Konzern des deutschnationalen Politikers und Wirtschaftsführers Alfred Hugenberg (1865–1951). In starker Konkurrenz zu Wolffs Telegraphischem Bureau wurden Betrieb und Geschäftsfelder kontinuierlich ausgeweitet, insbesondere durch Übernahme von kleineren Presseagenturen und Korrespondenzen (Artikeldiensten) wie der etablierten, breit aufgestellten Agentur Rudolf Dammert 1920, welche zahlreichen Provinzzeitungen als redaktionelle Hauptstadtvertretung diente. So wuchs die Zahl der Beschäftigten um mehrere Hundert Mitarbeiter und Dutzende Filialen und Büros. Die TU betrieb intensives Marketing, wobei der Hugenberg-Konzern vielfältige Mittel einsetzte. Ein großer Erfolg war die staatlich genehmigte Beteiligung am Pressefunk, der ab Frühjahr 1924 unter Aufsicht des Reichspostministeriums eingerichtet wurde. Die TU war nun endgültig auf Augenhöhe mit Wolffs Telegraphischem Bureau. In diesem Sonderfunkdienst, der parallel zum 1923 begonnenen Unterhaltungsrundfunk betrieben wurde, konnte die TU ihren Abonnenten mehrmals täglich per Sprechfunk die aktuellen Nachrichten übermitteln, welche in den Provinzredaktionen durch Pressestenographen aufgenommen wurden. Allerdings musste sich die TU den Sender mit dem Sozialdemokratischen Pressedienst teilen.
Am 1. Januar 1934 verstaatlichten die Nationalsozialisten unter Federführung des Goebbels-Vertrauten Alfred-Ingemar Berndt die Telegraphen-Union und das Wolffsche Telegraphenbüro (W.T.B.) und ließen beide in dem von ihnen gegründeten staatlichen Deutschen Nachrichtenbüro aufgehen. Im Haus der Telegraphen-Union befand sich auch der Zeitungsdienst Graf Reischach (anschließend im Haus des Deutschen Nachrichtenbüros).

## Geschäftsführer (Auswahl)
- Kurt Hirsch: von Juni 1914 bis Mitte 1921
- Carl Cremer: von 1920 bis 1924
- Paul von Falkenried: von 1920 bis 1922
- Otto Mejer: von 1922 bis Ende 1933